# 모추디
모추디(Mochudi)는 보츠와나 남동부에 위치한 도시로, 카틀렝구의 행정 중심지이며 높이는 938m, 인구는 39,700명(2001년 기준)이다. 가보로네(보츠와나의 수도)에서 북동쪽으로 37km 정도 떨어진 곳에 위치하며 1871년 츠와나인들이 건설했다.